# رولف هاريس
رولف هاريس (بالإنجليزية: Rolf Harris) (مواليد 30 مارس 1930 في أستراليا الغربية)، هو مغني وممثل وكاتب غنائي وموسيقي ومغن مؤلف ومذيع أسترالي بدأ مسيرته الفنية عام 1953. يشتهر هاريس في بريطانيا وأستراليا بأغاني البوب التي ألفها وغناها مثل «تو ليتل بويز» و«تاي مي كانغارو داون سبورت»، كما يشتهر باللوحة التي رسمها للملكة إليزابيث، ملكة بريطانيا عام 2005. كان نجماً تلفزيونياً مشهور في بريطانيا لمدة 50 سنة، قضاها في تقديم البرامج وكتابة كلمات أغاني والرسم، ومن بين هذه البرامج «رولف هاريس كارتون تايم»، وأغنية «تو ليتل بويز» وأغنية «تاي مي كانجارو داون سبورت».